# I'll Never Get Out of This World Alive
〈I'll Never Get Out of This World Alive〉는 프레드 로즈와 미국 컨트리 싱어송라이터 행크 윌리엄스가 쓴 노래로 1952년 윌리엄스가 발표했다.

## 배경
윌리엄스의 생전에 마지막으로 발표된 싱글로, 사후인 1953년 1월 빌보드 싱글 차트 1위를 달성했다. 공동 작곡가 프레드 로즈는 윌리엄스의 발달에 심대한 영향을 준 인물로, 그 역시 곡의 발표 1년 뒤 사망했다. 콜린 에스콧이 지적했듯, 노래는 로즈가 "찌거기에서 금을 분리하고 최고의 아이디어를 완벽히 표현함을 견고한 상업 공식과 통합하기 위해 행크와 작업한 것이다. 만약 로즈가 대체로 기여했다면, 그의 〈A Mansion on the Hill〉나 그 이후의 〈Kaw-Liga〉처럼 그가 반절의 크레디트를 획득했을 것이다. 만일 행크의 노래를 단순 변주한 것이라면, 몫을 나누지 못했을 것이다. 로즈는 출판인이 가지는 로열티의 몫의 반을 이해했고, 그렇기에 그가 욕심있는 사람이 아니라는 합의가 나온다."
유머러스한 노래로 생각되는 이 곡은 공교로운 제목과 후렴으로 윌리엄스의 죽음에 대한 애수를 품는다. 윌리엄스는 1952년 6월 13일 내슈빌의 캐슬 스튜디오에서 제리 리버 (피들), 돈 헴스 (스틸 기타), 쳇 앳킨스 (리드 기타), 척 라이트 (베이스), 어니 뉴튼 (베이스, 추정)의 도움을 받아 녹음했다. 앳킨스는 이후 술회했다. "우리가 〈I'll Never Get Out of This World Alive〉를 녹음할 때, 그는 매 테이크가 끝날 때마다 의자에 주저 앉았다. 나는 '세상에, 장난으로 그러는 게 아니구나.'라고 생각했는데, 그가 너무 쇠약해서 조금의 가사만 부를 수 있었으며, 그 뒤에는 의자에 풀썩 쓰러졌기 때문이다."
노래는 델타 리듬 보이스, 지미 데일 길모어, 어슬립 앳 더 윌스, 제리 리 루이스, 행크 윌리엄스 2세, 행크 윌리엄스 3세, 더 리틀 윌리스 등이 커버했다. 스티브 얼은 《I'll Never Get Out of This World Alive》 제목의 음반을 2011년 4월 16일 발표, 비록 아이튠즈 한정으로 노래의 커버 버전이 수록되어 있다. 얼은 이 노래를 라이브 공연에서 더러 커버한다.

## 매체에서
- 1999년 BBC 라디오 4의 코미디 《메리드》에서 주제곡으로 사용되었다.
- 2008년 HBO 애니메이션 코미디 《더 라이프 앤 타임스 오브 팀》에서 주제곡으로 사용되었다.
- 2011년 스티브 얼의 첫 소설은 노래의 제목을 취하며 행크 윌리엄스의 유령에게 좇기는 의사 이야기를 다룬다.
- 2013년 비디오 게임 《더 라스트 오브 어스》에서 등장한다.